# Machine 15
Machine 15 is het zevende studioalbum van de Zweedse punkband Millencolin. Het is in 2008 uitgegeven, op verschillende datums in verschillende regio's: 22 maart in Australië, 7 april in Europa, 6 mei in Noord-Amerika en 21 mei in Japan.

## Nummers
1. "Machine 15" - 2:29
2. "Done is Done" - 3:50
3. "Detox" - 3:37
4. "Vicious Circle" - 4:11
5. "Broken World" - 3:08
6. "Come On" - 3:38
7. "Centerpiece" - 0:10
8. "Who's Laughing Now" - 3:07
9. "Brand New Game" - 3:28
10. "Ducks & Drakes" - 3:18
11. "Turnkey Paradise" - 3:15
12. "Route One" - 3:30
13. "Danger for Stranger" - 2:59
14. "Saved by Hell" - 3:38
15. "End Piece" - 1:32

### Bonustracks
1. "Machine 15" (akoestisch, Japanse bonustrack)
2. "Farewell My Hell" (akoestisch, Japanse bonustrack)
3. "Mind the Mice" - 3:32 (iTunes bonustrack)

Nikola Šarčević · Mathias Färm · Fredrik Larzon · Erik Ohlsson
Albums en ep's: Use Your Nose · Skauch · Same Old Tunes · Life on a Plate · For Monkeys · Hi-8 Adventures Soundtrack · The Melancholy Collection · Pennybridge Pioneers · No Cigar · Millencolin/Midtown Split · Home from Home · Kingwood · Machine 15 · The Melancholy Connection · True Brew · SOS
Video's en dvd's: Millencolin and the Hi-8 Adventures